# Var nöjd med allt som livet ger
Var nöjd med allt som livet ger (engelska: The Bare Necessities) är en sång ur Disneyfilmen Djungelboken från 1967, framförd av Rolf Bengtsson (som Baloo) och Stefan Feierbach (som Mowgli).
Sången är ursprungligen skriven på engelska av Terry Gilkyson (och framförs i originalversionen av Phil Harris som Baloo och Bruce Reitherman som Mowgli) medan Martin Söderhjelm skrivit text på svenska. I Sverige har den varit ett återkommande inslag i Kalle Anka och hans vänner önskar God Jul.
1968 blev sången Oscarsnominerad för ”Bästa sång”, dock utan att vinna.

## Publikation
- Barnvisboken, 1977, (enbart Martin Söderhjelm angiven som författare av svenskspråkig text)

### Fotnoter
1. ↑  ”Djungelboken firar 40 år med DVD” (på svenska). Helsingborgs Dagblad. 17 oktober 2007. https://www.hd.se/2007-10-17/djungelboken-firar-40-ar-med-dvd. Läst 16 juli 2019.
2. ↑  Johan Erséus (23 december 2012). ”Skådespelarna som gör julens röster” (på svenska). Svenska Dagbladet. https://www.svd.se/skadespelarna-som-gor-julens-roster. Läst 16 juli 2019.
3. ↑  ”Academy Awards, USA (1968)” (på engelska). IMDb. https://www.imdb.com/event/ev0000003/1968/1. Läst 25 september 2022.